# Ana Ao
Ana Ao is een bestuurslaag in het regentschap Simeulue van de provincie Atjeh, Indonesië. Ana Ao telt 515 inwoners (volkstelling 2010).